# Harold Dimke
Harold Dimke (født 21. november 1949 i Berlin) er en tysk tidligere roer.

## Karriere

### Roning
I 1971 var han en del af fireren med styrmand, der blev østtysk mester og senere vandt EM-sølv.
Ved OL 1972 i München kom han med i den østtyske otter, hvis besætning derudover bestod af Jörg Landvoigt, Hans-Joachim Borzym, Hartmut Schreiber, Manfred Schneider, Manfred Schmorde, Bernd Landvoigt, Heinrich Mederow og styrmand Dietmar Schwarz. Østtyskerne blev nummer tre i deres indledende heat, hvilket var nok til at give kvalifikation til semifinalen. Her vandt de deres heat ved blandt andet at besejre USA og Sovjetunionen, men i finalen viste New Zealand som suverænt stærkest og vandt guldet, mens østtyskerne kæmpede med den amerikanske båd om de to øvrige medaljer, en strid der endte med, at USA vandt sølv blot seks hundrededele af et sekund foran DDR, mens der var langt ned til Sovjetunionen på fjerdepladsen.

### Øvrige karriere
Dimke fik en økonomiuddannelse og arbejdede senere for sin klub, Dynamo Berlin.

## OL-medaljer
- 1972:  Bronze i otter